# البؤساء (فلم 2012)
البؤساء (بالفرنسية: Les Misérables) هو فيلم موسيقى درامي بريطاني مقتبس عن المسرحية الموسيقية التي تحمل نفس الاسم للكتاب آلان بوبليل وكلود ميشيل شونبيرج وهربرت كريتزمر. والتي بدورها مقتبسة عن الرواية الفرنسية البؤساء 1862 للكاتب الفرنسي فيكتور هوجو.
الفيلم من إخراج توم هوبر، وسيناريو بواسطة ويليام نيكلسون، وبطولة هيو جاكمان وراسل كرو وآن هاثاواي وأماندا سيفريد وايدي ريدماين وهيلينا بونهام كارتر وساشا بارون كوهين وأيضاً إيرون تفايت في دور ثانوي. الفيلم يحكي قصة جين فالجين وهو سجين سابق أمضى 19 عاماً في السجن لسرقته رغيف خبز. ويصبح عمدة لإحدى البلدات في فرنسا. يوافق فالجين على الأعتناء بفتاة تدعى كوزيت وفي الوقت نفسه عليه أن يتجنب الوقوع في يدي المفتش جافرت الذي يحاول إعادته للسجن.
عرض الفيلم لأول مرة في سينما الإمباير في لندن في 9 ديسمبر، 2012، وعرض في الولايات المتحدة في 25 ديسمبر، 2012، وفي المملكة المتحدة في 11 يناير، 2013. حقق الفيلم نجاحا باهر وتلقى أستقبالاً نقدياً إيجابي فهو يعتبر أفضل فيلم موسيقي يترشح لجائزة الأوسكار منذ 2002، مع مدح الكثير من النقاد لأداء هيو جاكمان وآن هاثاواي التي قامت بقص شعرها وخسارة وزنها لتبدو مريضة بالسل.
ربح الفيلم ثلاثة جوائز غولدن غلوب من أصل أربعة. جائزة أفضل فيلم موسيقي أو كوميدي وجائزة أفضل ممثل في فيلم موسيقي أو كوميدي لهيو جاكمان وجائزة أفضل ممثلة في فيلم موسيقي أو كوميدي لآن هاثاواي. ورشح لتسع جوائز BAFTA ربح منها أربعة من ضمنها جائزة أفضل ممثلة في دور مساعد لآن هاثاواي، كما تلقى ثماني ترشحيات للأوسكار ربح منها ثلاث لأفضل ممثلة في دور مساعد لآن هاثاواي وأفضل ماكياج وتصفيف الشعر وأفضل مكساج للصوت.

## القصة
في عام 1815، بعد 26 عامًا من الثورة الفرنسية، تم إطلاق سراح السجين الفرنسي جان فالجان من سجن تولون تحت الإفراج المشروط بعد أن قضى 19 عامًا لسرقة رغيف خبز ومحاوله الهرب عدة مرات. خارج السجن، يزداد غضب فالجان لأن وضعه المشروط يمنعه من الحصول على عمل أو سكن. في أحد الليلي، يعرض عليه أسقف ديجني الرؤف المبيت بالكنيسة ويقدم له الطعام. لكن فالجان يسرق مجموعة من الفضيات الثمينة ويلوذ بالفرار. يتم القبض على فالجان من قبل الشرطة، ويقتادوه إلى الأسقف الذي يجيب بأنه هو من قدم له الفضة، ويطلب من الشرطة تركه وسط دهشة الحاضرين. يطلب الأسقف من فالجان استخدام الفضة لفعل شيء ذي قيمة في حياته. فالجان يقرر كسر شروط الإفراج وبدء حياة جديدة.
بعد ثماني سنوات وبالتحديد في عام 1823، أصبح فالجان صاحب مصنع ورئيس لبلدية مونترويل، باد كاليه. وفي أحد الأيام، يصل جافير، الذي كان يعمل سابقًا في سجن تولون، كرئيس شرطة جديد للبلدية. يتعرّف فالجان على جافير على الفور. بينما يشتبه جافير في هوية فالجان الحقيقية عندما ينقذ عاملاً مصابًا محاصرًا تحت عربة ثقيلة. في هذه الأثناء، قام رئيس عمال المصنع المملوك لفالجان بطرد إحدى العاملات تدعى فانتين بعد أن علم من العاملات زميلتها إثر شجار بينهم، أن لديها ابنة غير شرعية، كما اتهموها زورًا بالسرقة والتكسب من الدعارة. بعدما طُردت فانتين من العمل، اضطرت لبيع شعرها وأسنانها وأصبحت فتاة ليل لتستمر في تحصيل المال من أجل ابنتها. وفي ليلة حدثت مشاجرة بينها وبين زبون مؤذ فهمّ جافير باعتقالها، ولكن فالجان أنقذها بعدما حكت له قصتها وعرّفته أن لها بنتًا أسمها كوزيت تسكن عند ملاك نُزُل في موفيرماي يدعون عائلة التيناردييه. يتعهد فالجان بإحضار كوزيت ويحمل فانتين إلى المستشفى نظرا لتردي حالتها الصحية.
في وقت لاحق، علم فالجان أنه تم القبض خطأً على شخص أخر معتقدين أنه هو نظرًا لمخالفته شروط الإفراج. يقرر فالجان الكشف عن هويته الحقيقية للمحكمة لإنقاذ الرجل - قبل أن يعود إلى فانتين المعرضة للموت، ويعدها برعاية كوزيت. أثناء ذلك، يصل جافير لاعتقال فالجان وتحدث بينهم مواجهة لكنه يتمكن من الهرب، ويذهب لإحضار كوزيت من عند عائلة التينارردييه الذين يتسمون بالجشع، ويمارسون السرقة، ويعاملون كوزيت بقسوة. يدفع فالجان لهم المال اللازم مقابل أن يتركوا الطفلة، ويهربا معا من جافير بالاختباء في دير بمساعدة العامل الذي أنقذه فالجان سابقًا من تحت العربة.
تمر تسع سنوات آخرى، ويظهر فالجان كرجل محسنًا ومساعدًا للفقراء في مدينة باريس بصحبه ابنته كوزيت التي أضحت شابة يافعة. في أحد الطرقات، تتقابل عائلة تيناردييه، التي مازالت تمارس الاحتيال والسرقة، مع فالجان وكوزيت قدرًا. في تلك الأثناء يمر جافير من نفس المكان، ولكنه لا يرى فالجان الذي يمشي مسرعا خوفا من أن يفضح أمره. يظهر كذلك الشاب ماريوس پونتمرسي ويتبادل النظرات مع كوزيت. يشك تيناردييه في فالجان، في حين يعجب ماريوس بكوزيت من اللحظة الأولى. يطلب ماريوس من إبونين، ابنة تيناردييه، المساعدة في العثور على كوزيت. تتذكر إبونين كوزيت بفضل نشأتهما مع بعض. تتقصى إبونين مكان بيت كوزيت وترشد ماريوس إليه. يلتقي ماريوس بكوزيت، ويعترفان بحبهم لبعض، تاركين إبونين حزينة لأنها هي أيضًا تحب ماريوس الذي لا يشعر بمشاعرها نحوه. من ناحية أخرى، يخطط تيناردييه لسرقة منزل فالجان، ولكن إبونين توقفهم وتنبه فالجان الذي يخطط للفرار إلى إنجلترا مع كوزيت خوفًا أن يكون أنكشف أمره. تترك كوزيت خطابًا لماريوس، لكن إبونين تجده وتخفيه عنه.
في تلك الأثناء، يتوفى الجنرال لامارك ‏ الذي كان يتعاطف مع الفقراء. بقيادة إنجولراس، تخطط مجموعة من الشباب الثائر يسمون «أصدقاء الأبجديَّة» والمنتمي إليهم ماريوس - رغم انحداره من عائلة ثرية، للتمرد ضد الملكية القائمة يوم جنازة الجنرال. أثناء موكب الجنازة، تبدأ الثورة، وتحدث مناوشات بين الثوار والجنود؛ فيتحصن الثوار وراء المتاريس. يتظاهر جافير بأنه حليف للمتمردين من أجل التجسس عليهم، ويتطوع للمساعدة في تقصي ما يحدث خلف المتاريس. لكن طفل الشارع غافروش يفضح أمره ويخبر الثوار بأنه شرطي، فيتم التحفظ عليه. تحدث بعض المناوشات بين الجنود والثوار، تصاب إبونين على إثرها برصاصة نيابة عن ماريوس وتموت بين ذراعيه. وقبل أن تسلم الروح، تعطيه رسالة كوزيت وتعترف بحبها له. بدوره يبعث ماريوس برسالة لكوزيت، لكنها تقع في يد فالجان الذي يقرر أن ينضم للثوار لحماية ماريوس.
يعرض فالجان على الثوار التخلص من جافير، لكنه يطلق سراحه دون أن يخبر أحد، رحمة به. يظن الجميع أن جافير قد قتل. عند الفجر، يقوم الجنود باقتحام الحاجز ويتمكنون من قتل جميع الثوار بعدما رفض بقية الشعب الانضمام للتمرد. يصاب ماريوس، فيحمله فالجان ويفر به من خلال مصارف المجاري. أثناء الهروب، يظهر تيناردييه ويسرق خاتم ماريوس من يده، لكنه يدل فالجان على طريق الخروج. عند المخرج، يستقبلهما جافير، لكن فالجان يتجاهله رغم تهديداته ويعجز جافير عن التعرض لهما. تسامح ونبل فالجان اصاب جافير بحيرة واضطراب جعلته يقرر التخلص من حياته بإلقاء نفسه في نهر السين.
يتعافى ماريوس رغم شعوره بالحزن الشديد لوفاة رفاقه. يلتئم الشمل مع كوزيت مرة أخرى، لكن فالجان يشعر بالقلق من أن وجوده سيهدد سعادتهما. يعزم فالجان على المغادرة ويحكي قصته لماريوس، الذي يعده بعدم البوح بها. يتزوج ماريوس وكوزيت. في حفل الزفاف، يتسللان تيناردييه وزوجته إليها. يحاول تيناردييه ابتزاز ماريوس، حيث يحكي له كيف شاهد فالجان وهو يحمله داخل مصارف المجاري ويظهر الخاتم المسروق. يتعرف ماريوس على الخاتم ويعرف أن فالجان قام بإنقاذه في تلك الليلة. يأخذ ماريوس خاتمه من تيناردييه، ويجبره على الكشف عن مكان وجود فالجان، ويطردهما من حفل الزفاف بعد ذلك.
في أحد الأديرة، يجتمع شمل كوزيت وماريوس مع فالجان الذي يعيش لحظاته الأخيرة. يعطيهم فالجان خطابات الاعتراف قبل أن يموت بسلام. وترتحل روحه مع روح فانتين وأسقف ديجني لتنضم إلى أرواح إبونين، وغافروش، وبقية الثوار في الحياة الآخرة.

## موضوعات متعلقة
- هل تسمع غناء الشعب؟
- الثورة الفرنسية
- البؤساء

## وصلات خارجية
- مقالات تستعمل روابط فنية بلا صلة مع ويكي بيانات

1. ↑  Friedman، Roger (23 نوفمبر 2012). "First Review: "Les Miserables" Comes to Movies with Hugh Jackman, Russell Crowe, Anne Hathaway". Showbiz411.com. مؤرشف من الأصل في 2017-09-09. اطلع عليه بتاريخ 2013-03-25.
2. ↑  "DPA Mics record Les Misérables". Digital Video. New York: Newbay Media. ج. 21 رقم  2. فبراير 2013. ص. 8.
3. ↑  Anne Hathaway wins Oscar for role in Les Misérables نسخة محفوظة 04 مايو 2016 على موقع واي باك مشين.